# 가을에 온 손님
가을에 온 손님은 1990년 9월 17일부터 1991년 3월 2일까지 방영되었던 KBS 2TV 아침드라마이다.

## 제작진
- 극본 : 박리미
- 연출 : 김현준

## 출연진
- 김미숙
- 김봉근
- 김세윤
- 김지영
- 김창숙
- 반효정
- 오승명
- 이경영
- 故 한경선
- 홍리나
- 홍요섭 : 강민구 역